# Cerámica de estudio

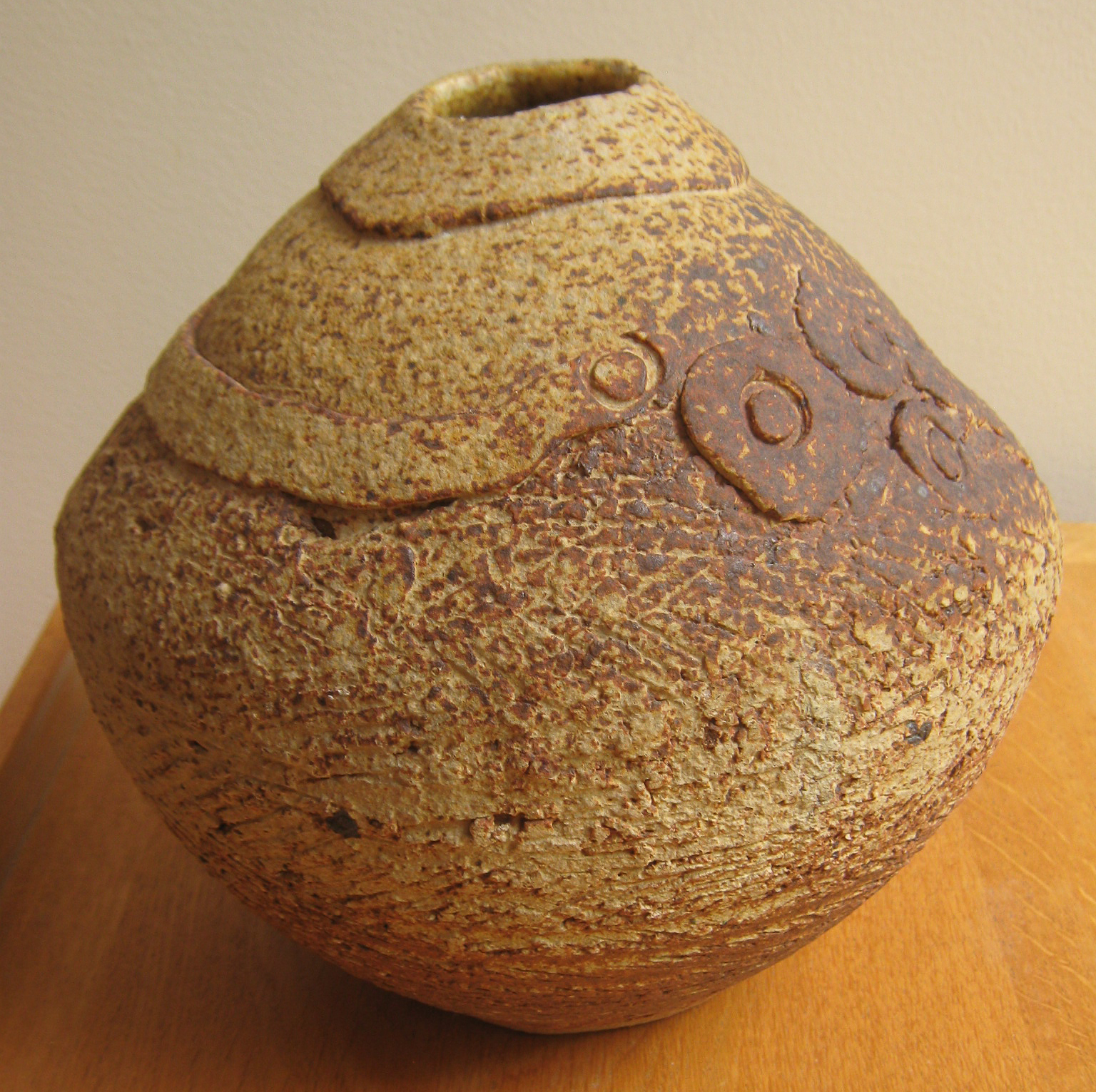
Ian Sprague, jarrón de gres esferoidal, Australia, años 70

La cerámica de estudio es cerámica hecha por artistas o artesanos profesionales y aficionados que trabajan solos o en pequeños grupos, creando artículos únicos o tiradas cortas. Por lo general, todas las etapas de fabricación las llevan a cabo los propios artistas. El término es la traducción literal del inglés studio pottery. La cerámica de estudio incluye artículos funcionales, como vajillas y utensilios de cocina, y artículos no funcionales, como esculturas, con jarrones y cuencos que ocupan un lugar intermedio, y que a menudo se utilizan sólo para su exposición. Los ceramistas de estudio pueden denominarse artistas de la cerámica, ceramistas o artistas que utilizan la arcilla como medio de expresión.

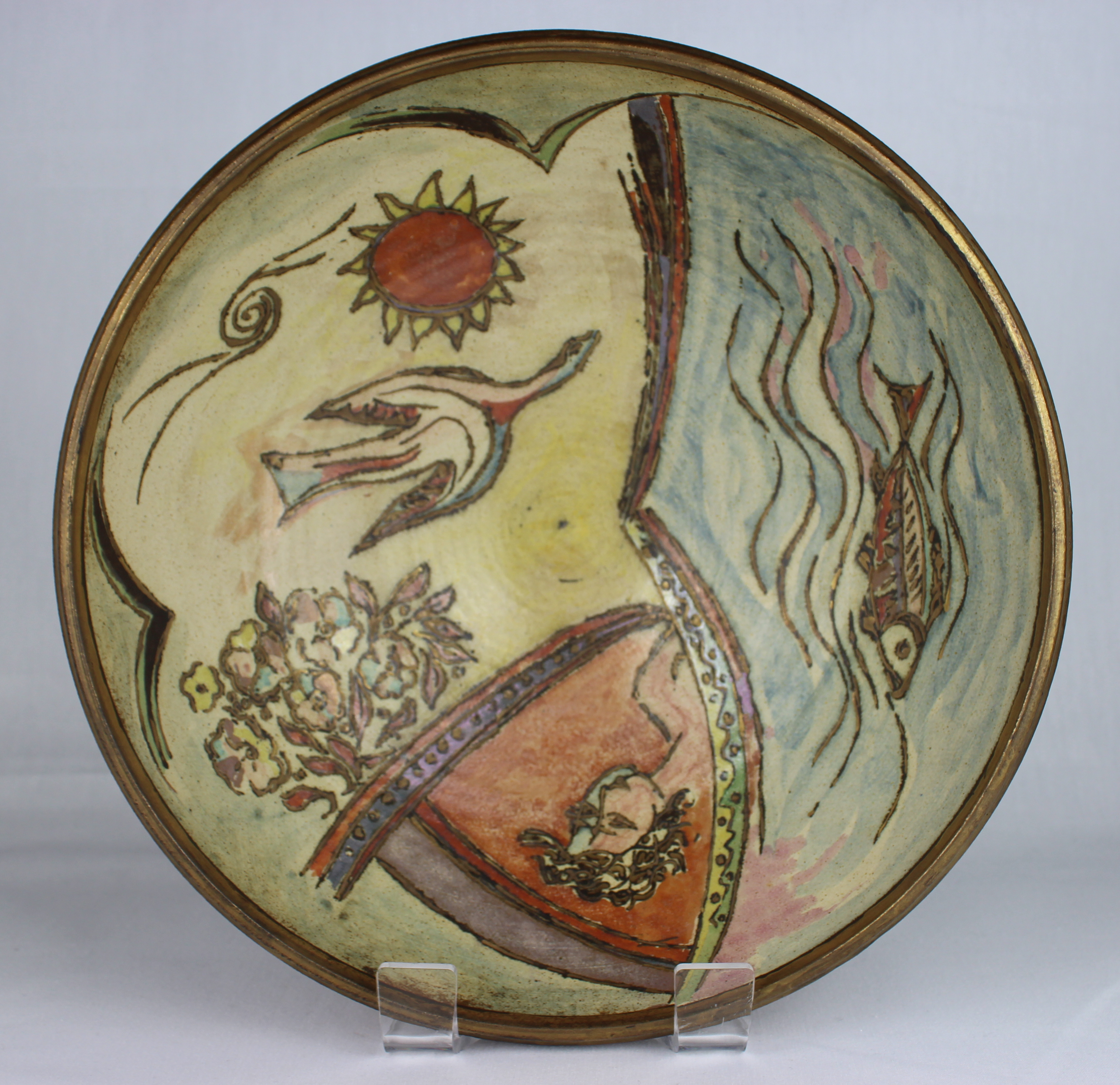
Cuenco moldeado por Bernard Forrester, Inglaterra

En Gran Bretaña desde la década de 1980, ha habido una clara tendencia a alejarse de la cerámica funcional, por ejemplo, el trabajo del artista Grayson Perry. Algunos ceramistas de estudio ahora prefieren llamarse ceramistas o simplemente artistas. La cerámica de estudio está representada por ceramistas de todo el mundo y tiene fuertes raíces en Gran Bretaña. La cerámica artística es un término relacionado, utilizado por muchos ceramistas desde aproximadamente la década de 1870 en adelante, en Gran Bretaña y Estados Unidos; tiende a cubrir talleres más grandes, donde hay un diseñador que supervisa la producción de trabajadores calificados que pueden participar en las piezas hechas. El apogeo de la cerámica artística británica y estadounidense fue alrededor de 1880 hasta 1940.
Desde la segunda mitad del siglo XX, la cerámica se ha vuelto más valorada en el mundo del arte. Hay exposiciones importantes en todo el mundo, incluidas Collect and Origin (anteriormente la feria de artesanías de Chelsea) en Londres, la Feria Internacional de Objetos de Escultura y Arte Funcional (SOFA) de Chicago y la Feria Internacional de Objetos de Escultura y Arte Funcional (SOFA) de la ciudad de Nueva York, que incluye cerámica como una forma de arte. La cerámica ha alcanzado precios elevados, llegando a miles de libras por algunas piezas, en casas de subastas como Bonhams y Sotheby's.

## Cerámica de estudio británico

### Antes de 1900

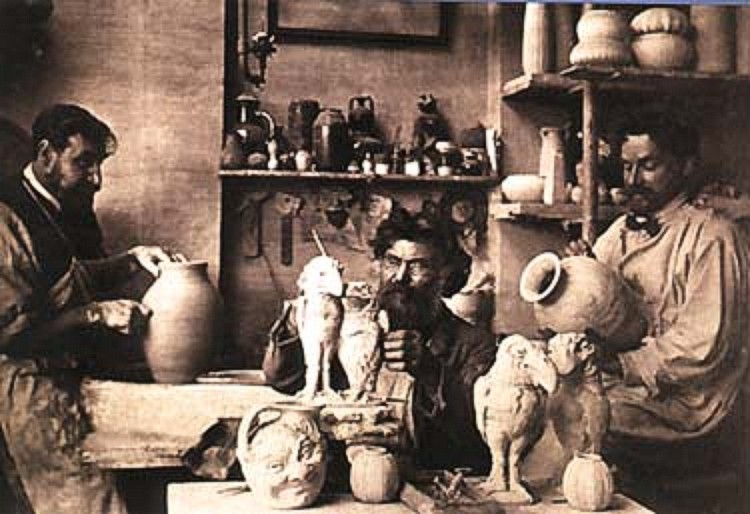
Los hermanos Martin en su estudio

Entre los estudios más destacados se encuentran Brannam Pottery, Castle Hedingham Ware, Martin Brothers y Sir Edmund Harry Elton.

### 1900-1960: Desarrollo de la cerámica británica contemporánea
Son varias las influencias que contribuyeron a la aparición de la cerámica de estudio a principios del siglo XX: la cerámica artística (por ejemplo, la obra de los Martin Brothers y William Moorcroft); el movimiento Arts and Crafts, la Bauhaus; un redescubrimiento de la cerámica artesanal tradicional y la excavación de grandes cantidades de cerámica Song en China.
Las principales tendencias en la cerámica de estudio británica del siglo XX están representadas por Bernard Leach, William Staite Murray, Waistel Cooper, Dora Billington, Lucie Rie y Hans Coper.
Bernard Leach (1887–1979), formado originalmente como artista plástico, estableció un estilo de cerámica, la vasija ética, fuertemente influenciado por formas chinas, coreanas, japonesas e inglesas medievales. Después de experimentar durante un tiempo con la loza, recurrió al gres cocido a altas temperaturas en grandes hornos de aceite o de leña. Este estilo dominó la cerámica de estudio británica a mediados del siglo XX. La influencia de Leach fue difundida por sus escritos, en particular, Manual del ceramista y el sistema de aprendices que dirigía en su alfarería en St Ives, Cornualles, por el que pasaron muchos ceramistas de estudio notables. El manual del ceramista propugnaba un espíritu antiindustrial de artes y oficios, que persiste en la cerámica de estudio británica. Leach instruyó de forma intermitente en Dartington Hall, Devon desde la década de 1930.
Otros artistas ceramistas ejercieron su influencia a través de sus cargos en las escuelas de arte. William Staite Murray, que fue jefe del departamento de cerámica de la Royal College of Art, trató sus vasijas como obras de arte, exhibiéndolas con títulos en galerías. Dora Billington (1890–1968) estudió en la Escuela de Arte de Hanley, trabajó en la industria de la cerámica y fue directora de cerámica en la Escuela Central de Artes y Oficios de Londres. Trabajó en soportes que Leach no hizo, por ejemplo loza vidriada con estaño, e influyó en ceramistas como William Newland, James Tower, Margaret Hine, Nicholas Vergette y Alan Caiger-Smith.

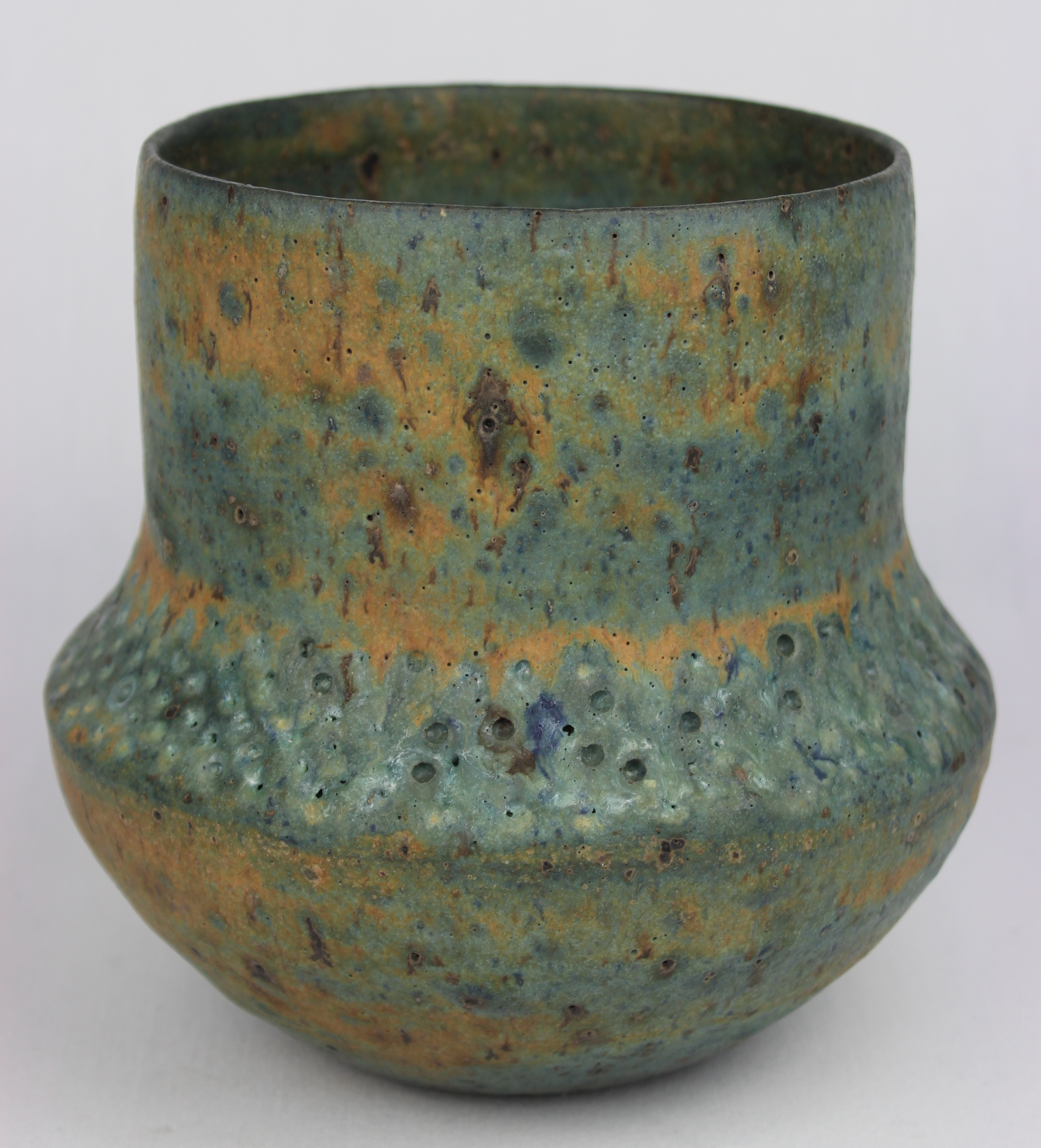
Vasija por Lucie Rie

Lucie Rie (1902–1995) llegó a Londres en 1938 como persona refugiada de Austria. Había estudiado en la Kunstgewerbeschule de Viena y ha sido considerada esencialmente una modernista. Rie experimentó y produjo nuevos efectos de esmalte. Era amiga de Leach y quedó muy impresionada por su enfoque, especialmente sobre la "integridad" de una vasija. Los cuencos y las copas en los que se especializó estaban finamente elaborados y, en ocasiones, de vivos colores. Enseñó en Camberwell College of Arts desde 1960 hasta 1972.
Hans Coper (1920–1981), también refugiado, trabajó con Rie antes de trasladarse a un estudio en Hertfordshire. Su obra es no funcional, escultórica y sin esmaltar. Se le encargó la producción de grandes candelabros de cerámica para la Catedral de Coventry a principios de la década de 1960. Enseñó en Camberwell College of Arts de 1960 a 1969, donde influyó en Ewen Henderson . También fue profesor en el Royal College of Art de 1966 a 1975, donde entre sus alumnos estaban Elizabeth Fritsch, Alison Britton, Jacqui Poncelet, Carol McNicoll, Geoffrey Swindell, Jill Crowley y Glenys Barton .[cita requerida]  los cuales producen igualmente obras no funcionales.
Después de la Segunda Guerra Mundial, fue estimulada por dos fuerzas: la prohibición de decorar la cerámica manufacturada en tiempos de guerra y el espíritu modernista del Festival de Gran Bretaña. Los ceramistas de estudio brindaron a los consumidores una alternativa a la cerámica industrial convencional. Sus diseños simples y funcionales coincidían con el espíritu modernista. El restaurante Cranks, que abrió sus puertas en 1961, utilizó la cerámica de Winchombe en todo momento, que Tanya Harrod describe como "bonita y funcional, con un aire bucólico pero actual". Cranks representaba el aspecto de la época. La revolución alimentaria de Elizabeth David de los años de la posguerra se asoció con un estilo de cocina similar y se sumó a la demanda de vajillas hechas a mano.
Harrod señala que se formaron varias alfarerías en respuesta a este auge de los años cincuenta. Hubo a su vez una demanda de alfareros capacitados en la práctica del taller y capaces de producir rápidamente. Como las escuelas de arte de la época no ofrecían esta capacitación, se creó el diploma de cerámica de estudio de la Universidad de Westminster (Harrow Art School) para llenar el vacío. Según Harrod, "alfarero del tipo Harrow tuvo una buena acogida hasta bien entrada la década de los setenta", momento en el que el mercado de este estilo de alfarería estaba decayendo.

### 1960-presente: Ceramistas británicos modernos
Desde la década de 1960 en adelante, una nueva generación de ceramistas, influenciados por la Escuela de Arte de Camberwell y la Escuela Central de Arte y Diseño, incluidos Ewen Henderson, Alison Britton, Elizabeth Fritsch, Gordon Baldwin, Ruth Duckworth e Ian Auld comenzaron a experimentar con objetos cerámicos abstractos y a variar los efectos de la superficie y el esmalte, lo que les valió el reconocimiento de la crítica. Elizabeth Fritsch tiene obras representadas en importantes colecciones y museos de todo el mundo.
El número de ceramistas aumentó a mediados de la década de 1970, la Asociación de Ceramistas Artesanales de Londres tenía 147 miembros y a mediados de la década de 1990 tenía 306.

### Organizaciones británicas
Un organismo representativo de la cerámica de estudio en el Reino Unido es la Craft Potters Association, Asociación de ceramistas artesanales, que tiene una sala de exposición para miembros en Great Russell Street, London WC1, y publica una revista, Ceramic Review.

## Cerámica de estudio de Estados Unidos
La cerámica fue una parte integral del movimiento artístico Arts and Crafts de los Estados Unidos a finales del siglo XIX y principios del XX. Charles Fergus Binns, quien fue el primer director de la Escuela de Alfarería y Cerámica del Estado de Nueva York en la Universidad Alfred, fue una influencia importante. Algunos ceramistas de Estados Unidos adoptaron el enfoque de los movimientos emergentes de cerámica de estudio en Gran Bretaña y Japón. Además, la cerámica popular del sureste de los Estados Unidos se consideró una contribución a la cerámica de estudio. Los programas universitarios de la Universidad Estatal de Ohio, bajo la dirección de Arthur Eugene Baggs en 1928 y de Glen Lukens en 1936 en la Universidad del Sur de California, comenzaron a capacitar a los estudiantes en la presentación de la cerámica como arte. Baggs había estado íntimamente involucrado en el movimiento Arts and Crafts en Marblehead Pottery y, durante la década de 1930, revivió el interés en el método de vidriado con sal para la cerámica de estudio.
Los artistas europeos que llegaron a los Estados Unidos contribuyeron a la apreciación pública de la cerámica como arte, e incluyeron a Marguerite Wildenhain, Maija Grotell, Susi Singer y Gertrude y Otto Natzler . Entre los ceramistas de estudio importantes estadounidense se incluye a Otto y Vivika Heino, Warren MacKenzie, Paul Soldner, Peter Voulkos y Beatrice Wood.

### Organizaciones estadounidenses
- Sociedad Americana de Cerámica; centrado principalmente en la investigación científica en lugar de la cerámica de estudio.
- Consejo Nacional de Educación para las Artes Cerámicas

## Colecciones de cerámica
Canadá
- Museo Gardiner

Reino Unido
- Museo y galería de arte de Birmingham en Birmingham, Inglaterra
- Centro Sainsbury de Artes Visuales de la Universidad de East Anglia en Norwich, Inglaterra
- Museo y galería de arte de Swindon
- Museo de Victoria y Alberto en Londres, Inglaterra
- Galería de arte de York en York

Estados Unidos de América
- Museo Americano de Arte Cerámico en Pomona, California[9]
- Museo Internacional Schein-Joseph de Arte Cerámico, Universidad Alfred, Nueva York
- Scripps College, Galería Ruth Chandler Williamson La colección Marer de cerámica contemporánea en Claremont, California
- Museo de Arte de la Universidad de Míchigan en Ann Arbor, Michigan

Australia
- Galería Nacional de Victoria[10]